# De geboorte van Venus (Bouguereau)
De geboorte van Venus (Frans: La Naissance de Vénus) is de titel van een olieverfschilderij op groot formaat van de Franse kunstschilder William-Adolphe Bouguereau uit 1879. Afgebeeld wordt het moment waarop Venus uit het schuim der golven aanspoelt in een schelp. Het werk geldt als een schoolvoorbeeld van de toenmalige academische kunst en bevindt zich in de collectie van het Musée d'Orsay te Parijs.

## Context
De geboorte van Venus is exemplarisch voor de academische kunst, zoals die in het Frankrijk van de negentiende eeuw hoogtij vierde, onder invloed van de Académie des Beaux-Arts. De door het neoclassicisme geïnspireerde academische kunst was eerder romantisch en idealistisch dan realistisch. Vaak nam ze historische, religieuze of mythologische taferelen tot thema. Bouguereau kiest hier voor de Romeinse godin van de liefde en de schoonheid. De volgens de mythe volwassen uit schuim geboren Venus spoelt in een schelp aan land. Nimfen, zeegoden en puttis verwelkomen haar, in volle bewondering voor haar naakte schoonheid.
De academische kunst uit de negentiende eeuw nam vaak kunstwerken uit de klassieke oudheid en de renaissance tot voorbeeld. Ook Bouguereau grijpt in zijn Venus-schilderij terug op eerdere beeltenissen van de Venus, zoals de Venus van Milo, Sandro Botticelli's De Geboorte van Venus (1485) en Rafaëls De triomf van Galatea (1514). Ook Ingres Venus Anadyomene (1848) diende hem tot inspiratie. De Venus-figuur geldt als een van de meest geschilderde thema's uit de negentiende eeuw. Binnen een mythologische context was het schilderen van (en kijken naar) voluptueuze geïdealiseerde naaktfiguren in die tijd volledig geoorloofd.

## Afbeelding
Als vooraanstaand pleitbezorger van de academische kunst en jarenlang ook in die traditie docerend aan de Académie Julian, propageerde Bouguereau altijd op de eerste plaats technische perfectie. De geboorte van Venus getuigt dan ook op de eerste plaats van een nauwgezette uitvoering en een zorgvuldige afwerking. De gladde huid en het neergolvende haar zijn feilloos weergegeven, in warme kleuren. De lichamelijke weergave is volkomen. Uit alles spreekt een hang naar ideële, klassieke volmaaktheid, als een ode aan de vrouwelijke schoonheid.
Venus wordt afgebeeld in het midden van het schilderij, staande in een Sint-Jacobsschelp. In haar asymmetrische pose doet ze denken aan de Venus van Botticelli, maar waar deze haar schaamstreek nog bedekt houdt is de Venus van Bouguereau onbeschaamd naakt. Loom strekt ze haar armen uit terwijl ze zonder schaamte en met een zedige blik haar eigen schoonheid in ogenschouw lijkt te nemen. Haar lichaamsvormen worden eens te meer benadrukt door de centrale belichting en de contrapposto. Haar huid is ongekend realistisch weergegeven in verfijnde, nauwelijks zichtbare penseelstreken.
De mollige putti op de achtergrond lijken vooral geïnspireerd door Rafael en zijn door Bouguereau bewust vaag weergegeven om de aandacht nog sterker op zijn hoofdfiguur te richten. Naar het voorbeeld van Botticelli zien we rechts, omgeven door nimfen, Zephyrus, als personificatie van de westenwind, die Venus volgens de mythe in haar schelp over de oceaan naar Cyprus blies. Beneden schildert Bouguereau, eveneens naar het voorbeeld van renaissanceschilders, een aantal kinderfiguurtjes met engelenvleugeltjes, samen met een dolfijn, traditioneel het symbool van bescherming.

## Model, historie, waardering
Voor Bouguereau's Venus stond model de Belgische Marie Georgine Prinses van Ligne (1843-1898), dochter van Eugène de Ligne, later gehuwd met Sosthène II van La Rochefoucauld. De in Brussel geboren Marie Georgine was in 1871 op vakantie in Parijs bij haar zogenaamde "tweelingziel". Ze hield zich bezig met esoterische praktijken en trok sterk de aandacht, ook door haar schoonheid. Bouguereau maakte in die periode een groot aantal schetsen van haar, alsook van haar zielemaat. Deze gebruikte hij later als uitgangspunt voor diverse werken, waaronder "L'Enlèvement de Psyché" en "Flore et Zéphyr". Ook is ze te zien in Bouguereau's Nymphaeum uit 1878, in een nagenoeg identieke pose. De schilder moet over die laatste weergave dusdanig goed tevreden zijn geweest dat hij haar een jaar later op nagenoeg identieke wijze uitbeeldde in het hier besproken werk.
Bouguereau schilderde De geboorte van Venus voor de Parijse salon van 1879, op een moment toen de controverse tussen academische kunst en het impressionisme zich op een hoogtepunt bevond. Het werk gaf aanleiding tot talloze polemieken, in de pers zowel als onder het publiek. Binnen de academische wereld werd werk ontvangen als een meesterwerk, onderscheiden met de Prix de Rome en nog in hetzelfde jaar aangekocht door de Franse staat voor het Musée du Luxembourg. Progressieve critici als Émile Zola en Joris-Karl Huysmans schreven het echter volledig de grond in. Huysmans noemde het een slecht opgeblazen werk, zonder spieren, zenuwen en bloed: "een speldenprik in de torso en de hele compositie klapt in elkaar".
Uiteindelijk zou de romantisch-classicistische kunst van Bouguereau en de zijnen vanaf de jaren 1880 steeds verder terrein verliezen. In de twintigste eeuw werd ze door de kunstkritiek alom verguisd en nauwelijks nog voor vol aangezien. Bouguereau's Venus werd in 1920 "verbannen" naar het Musée des Beaux-Arts de Nantes, waar het zelfs een tijd lang in het depot belandde. Sinds 1979 is het werk nu te zien in het Musée d'Orsay en voorzichtig lijkt er sprake van een zekere herwaardering. Academische kunst anno de eenentwintigste eeuw mag weer, wordt meer en meer weer op haar eigen merites beoordeeld en is met name in de Verenigde Staten weer bijzonder populair op veilingen. De geboorte van Venus geldt daarbij als exemplarisch hoogtepunt binnen het oeuvre van Bouguereau en van de toenmalige academische kunst in zijn algemeenheid.

## Galerij

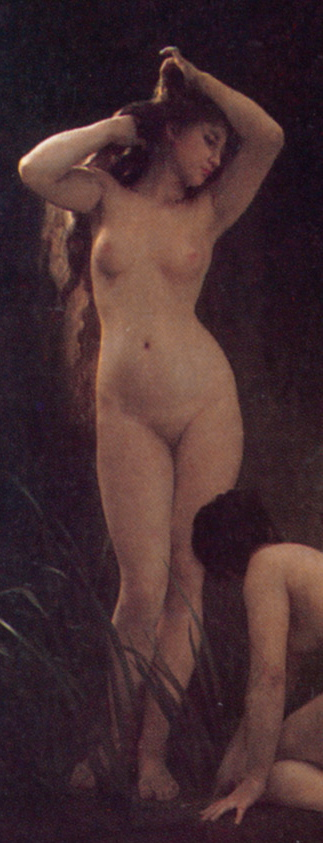
Detail uit Bouguereau's Het nymphaeum (1878), welke diende als voorbeeld voor zijn Venus
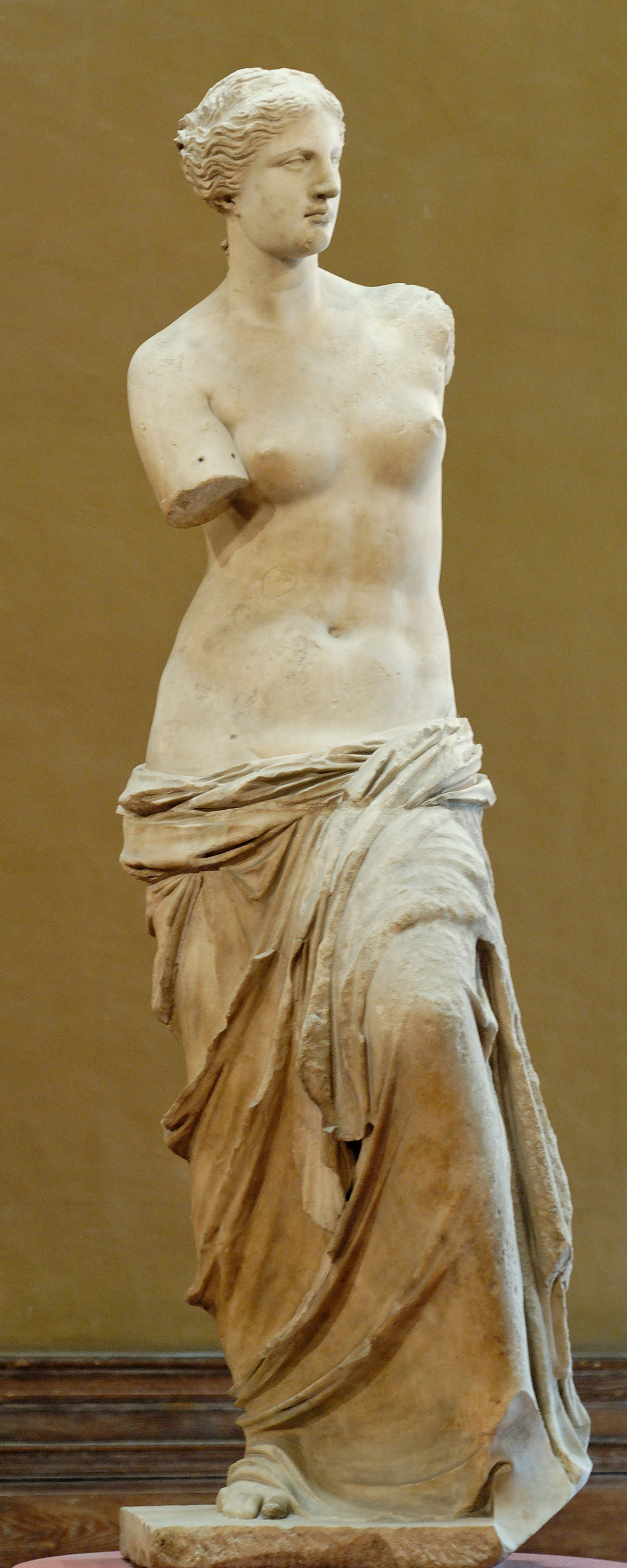
Venus van Milo
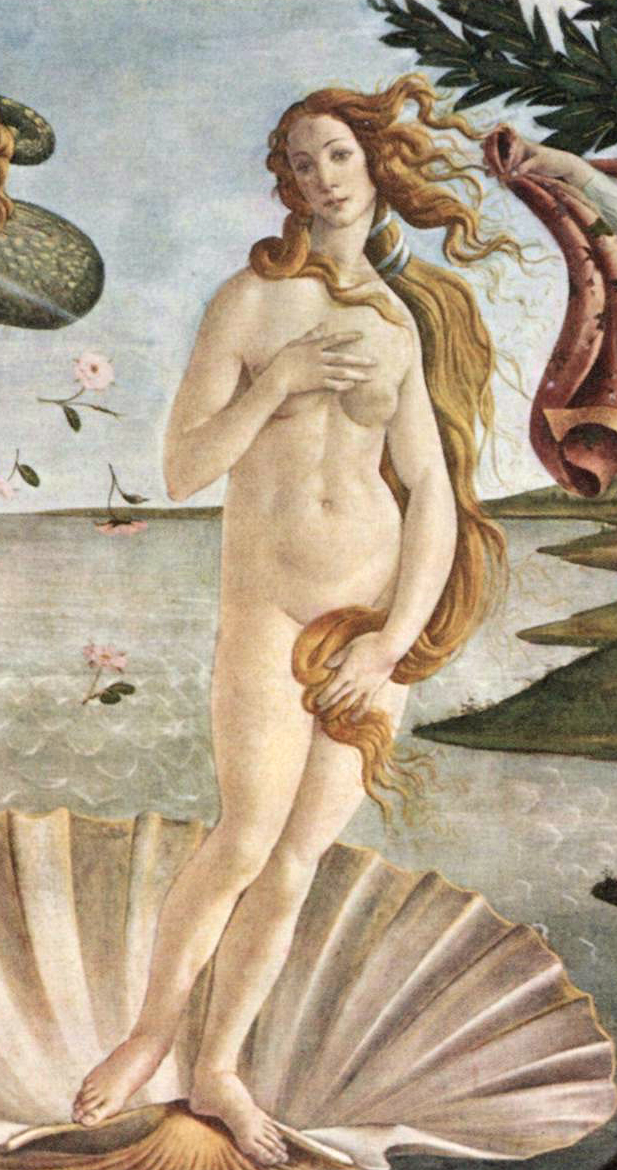
Detail uit Botticelli's De Geboorte van Venus
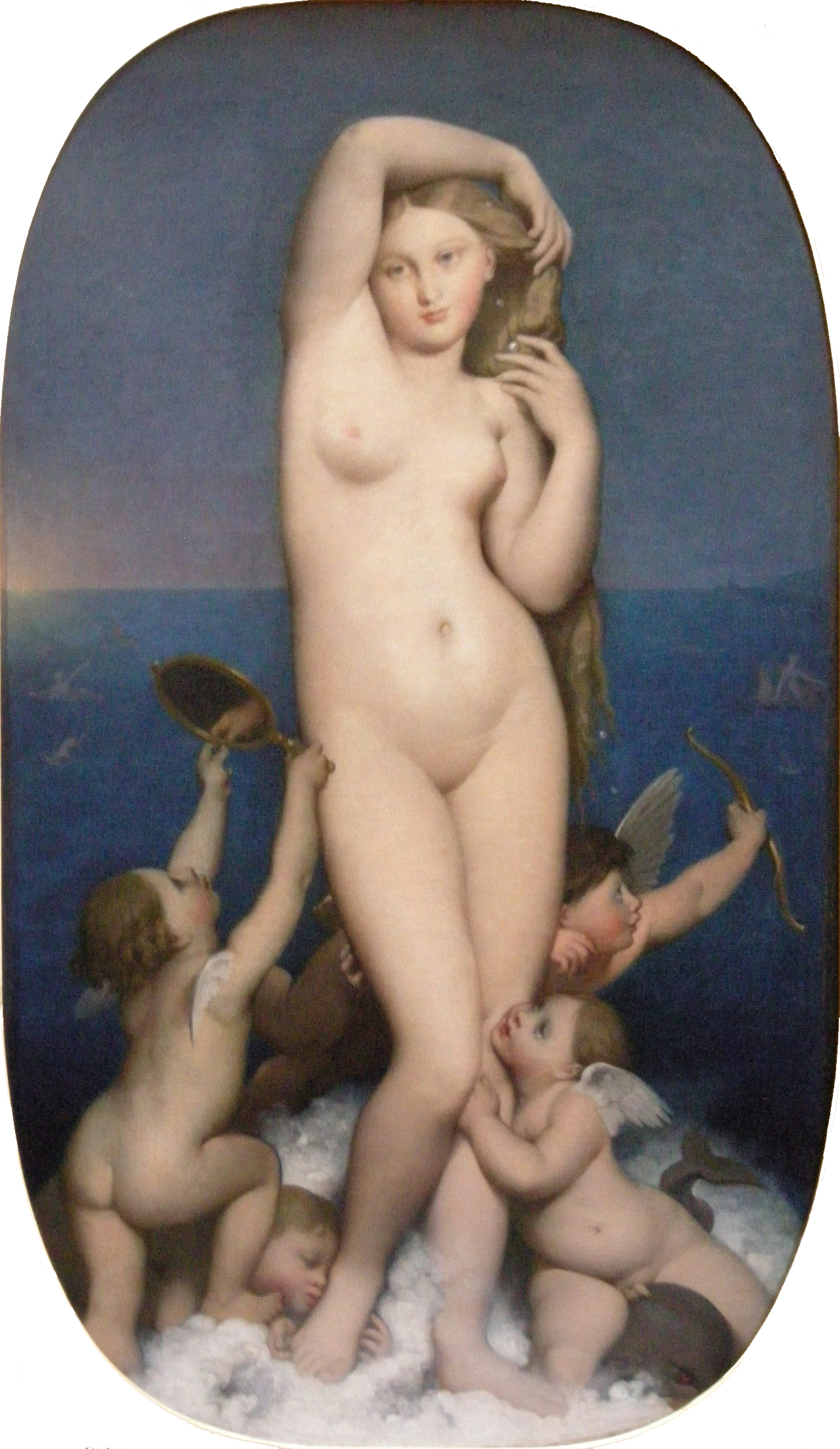
Ingres: Venus anadyomène